# Rashid Sidek
Rashid „Adul” Sidek Mohamed (ur. 28 maja 1962 w Bantingu) – malezyjski badmintonista, dwukrotny olimpijczyk.
Zawodnik dwukrotnie reprezentował swój kraj na igrzyskach olimpijskich, w 1992 na igrzyskach w Barcelonie zajął 5. miejsce w grze pojedynczej mężczyzn, w 1996 na igrzyskach w Atlancie w grze pojedynczej mężczyzn zdobył brązowy medal.
Jego braćmi są Jalani i Razif, również malezyjscy medaliści olimpijscy w badmintonie.